# مرینی
 مرینی  به عربی ( الَمرینی )، روستایی است در دهستان المَرازیق از توابع استان جوف در کشور یمن در شبه جزیره عربستان.

## جمعیت
جمعیت آن ( ۹۰) نفر (۹ خانوار) می‌باشد.